# Zwinglianizm
Zwinglianizm – ruch wśród protestanckiej reformacji, któremu początek dał Huldrych Zwingli, wprowadzając reformację w Zurychu.
Odrzucając autorytet papieża, mszę świętą jako ofiarę, nabożeństwo do świętych i celibat księży, Zwingli próbował w Zurychu wprowadzić teokrację. Jego interpretacja Eucharystii, że jest to tylko zupełnie symboliczna obecność (memorializm), doprowadziła do bezowocnej dysputy z Marcinem Lutrem w Marburgu w roku 1529. Zwingli na nowo zwrócił uwagę chrześcijan, że Eucharystia jest także wspólnotowym posiłkiem.